# Crystallias matsushimae
Crystallias matsushimae är en fiskart som beskrevs av Jordan och John Otterbein Snyder 1902. Crystallias matsushimae ingår i släktet Crystallias och familjen Liparidae. Inga underarter finns listade i Catalogue of Life.